# Palazzo Malaspina (Ascoli Piceno)
Il palazzo Malaspina è l'antica residenza della nobile famiglia Malaspina, ramo Spino Fiorito, ubicato in corso Giuseppe Mazzini, nel centro storico Ascoli Piceno, nelle Marche.
Rappresenta uno degli edifici monumentali della città di Ascoli e un bell'esempio di architettura rinascimentale in città.
Palazzo Malaspina resta ad oggi uno dei più importanti palazzi privati della regione, ancora abitato dalla famiglia Malaspina.

## Storia

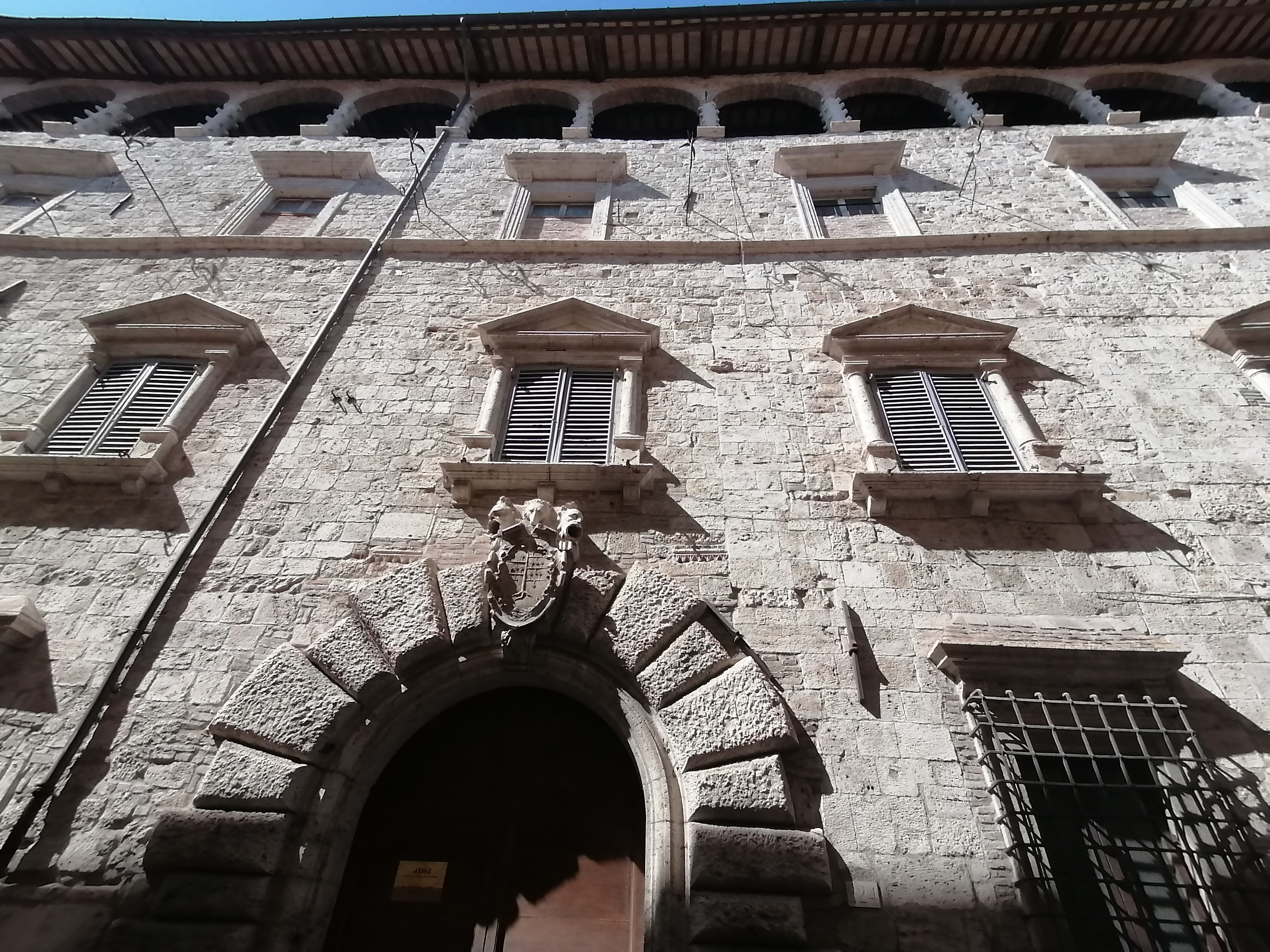
Particolare della facciata.

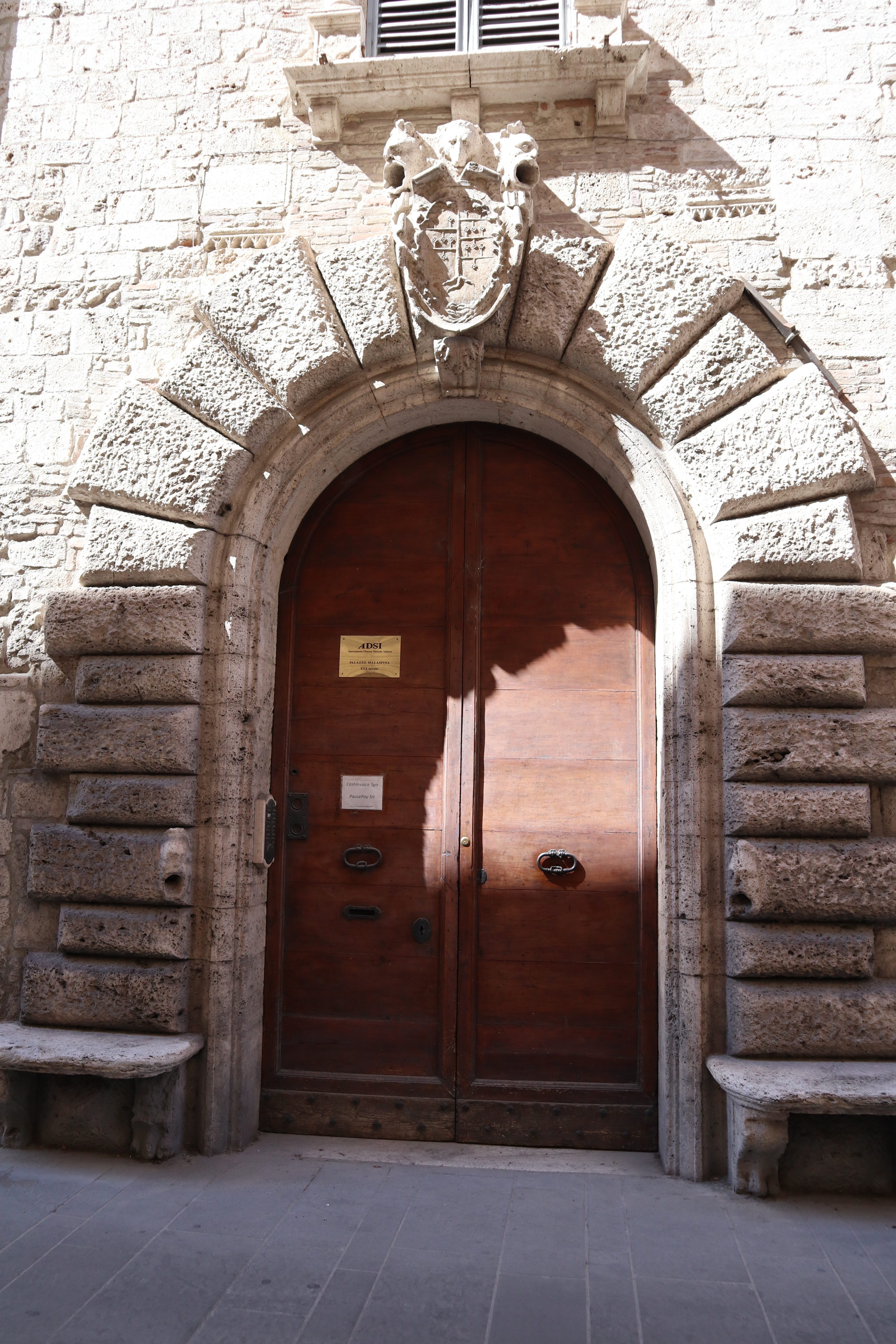
Uno dei due portali.

Stemma dei Malaspina, ramo Spino Fiorito.

Elegante costruzione rinascimentale, venne eretta tra il 1532 e il 1583 dal noto architetto Cola dell'Amatrice che accorpò e rimaneggiò edifici preesistenti, alcuni del XIII ed uno XIV secolo. Sulla parte sinistra della facciata sono i resti di una torre gentilizia medioevale, parzialmente distrutta nel XVIII secolo per render la facciata uniforme.

## Architettura
L'architettura del palazzo è attribuita da Baldassarre Orsini a Cola dell'Amatrice. La facciata è animata da due portali gemelli a bugnato, con sedute, che riportano gli stemmi delle famiglie Malaspina e Guiderocchi, anticamente legate. Il prospetto, cadenzato da un triplice ordine di finestre, di cui quelle del piano nobile sono della tipologia "a tabernacolo", è caratterizzato, in alto, da un originale ampio loggiato sostenuto da fusti privi di capitelli e imitanti gli araldici tronchi d'albero con i rami recisi.
Le sale del piano nobile vennero decorate con affreschi raffiguranti Scene mitologiche realizzati da Biagio Miniera nella prima metà del XVIII secolo. Sino al 1999 hanno ospitato la "Civica Galleria d'Arte Grafica moderna", ora Galleria d'Arte contemporanea, trasferita nel Complesso di Sant'Agostino. 
Oggi ospita la Delegazione FAI di Ascoli Piceno.
Nell'ampio giardino interno è una caratteristica fontana cinquecentesca, riccamente ornata.